# Enlinia crassitibia
Enlinia crassitibia är en tvåvingeart som beskrevs av Robinson 1975. Enlinia crassitibia ingår i släktet Enlinia och familjen styltflugor.
Artens utbredningsområde är Panama. Inga underarter finns listade i Catalogue of Life.